# فینال جام باشگاه‌های اروپا ۱۹۶۳
فینال جام باشگاه‌های اروپا ۱۹۶۳، رقابت پایانی جام باشگاه‌های اروپا در سال ۱۹۶۳ میلادی است که مابین دو تیم باشگاه فوتبال آ.ث. میلان و باشگاه فوتبال بنفیکا در ورزشگاه ومبلی، لندن برگزار شده‌است.
این مسابقه که در تاریخ ۲۲ مه ۱۹۶۳ انجام شده‌است با نتیجه ۲ بر ۱ به سود تیم باشگاه فوتبال آ.ث. میلان به پایان رسید.